# 府 (行政区划)
府是东亚的一种行政区划单位。中国自唐朝至民国初年，设置的二级行政区划单位称作“府”，相當於中華人民共和國的地級。同属东亚文化圈中的日本和韩国则使用“府”作为一级行政区单位。另外，府亦是泰國的第一級行政區（จังหวัด，changwat）的译名。

## 在中国
唐朝开元元年（713年），改雍州（唐朝都城长安城所在）为京兆府，是“府”作为行政区单位的开始。唐朝时，府在道以下，與州同級。一般设在京師、陪都和其他重要城市，如雍州设京兆府，洛州（洛阳城）设河南府，并州（太原）设太原府，益州（成都）设成都府。另外还有都督府（内地是军区性质，外部是羁縻性质），和这里的府不同。
北宋开国后，继承五代制度，对旧有的府有小幅调整。宋真宗执政的景德三年（1006年）开设新府，因宋州为宋朝龙兴之地，升为应天府。天禧二年（1018年）二月，宋真宗加封儿子赵祯（宋仁宗）为昇王。因赵祯身为真宗独子，兼有储君和未来皇帝的身份。次日，昇州即作为昇王名义上的封地，升为建康军、江宁府。江宁府的建立，开创了皇子封地建府的先例，打破了唐代以来，仅首都、陪都建府的惯例，成为此后“潜藩升府”制度雏形。现代研究者统计南宋时新置的府有25个，除因建都升为府的临安府外，大都是出于皇帝或地方官民意愿实行的“潛藩升府”:53、58。宋朝時，府屬路。元明清屬省，几乎多数州都改为了府。
1911年10月，辛亥革命爆发后，各省相继独立，即对行政区划进行调整。江苏巡抚程德全在苏州宣布江苏独立后不久，苏州府即废。次年1月，江苏临时议会议决，江苏都督府通令颁布《江苏暂行地方制》条例，各地废府、州，并县、厅。而随着中央政权更迭，新政府开始在全国范围变更改行政区的设置。1913年，北洋政府将清代的州、厅或直隶州、直隶厅改為縣，建立省、道、县三级行政区制度。作为二级行政区单位的府则被废弃。後有部分地方在府的基础上设置市。

## 東洋各國
- 日本的第一級行政區（都道府縣）之一，共京都、大阪兩府。
- 朝鮮王朝於1895－1896年間短暫用過的第一級行政區劃，即二十三府制。
- 朝鮮日治時期以「府」為第二級行政區劃之一，與郡同級，功能與日本內地的「市」相同。
- 越南自李朝以后，各代均设「府」作为二级行政区划，至1948年由北越废除。
- 泰國的第一級行政區劃 （changwat），通常譯爲「府」。